# Diocesi di Mero
La diocesi di Mero (in latino Dioecesis Merena) è una sede soppressa del patriarcato di Costantinopoli e una sede titolare della Chiesa cattolica.

## Storia
Mero, corrispondente a Demirözü, 41 km. a sud-ovest di Kütahya in Turchia, è un'antica sede episcopale della provincia romana della Frigia Salutare nella diocesi civile di Asia. Faceva parte del patriarcato di Costantinopoli ed era suffraganea dell'arcidiocesi di Sinnada.
La diocesi è documentata nelle Notitiae Episcopatuum del patriarcato di Costantinopoli fino al XII secolo.
Quattro sono i vescovi documentati di Mero. Teodoro prese parte al concilio di Costantinopoli riunito nel 536 dal patriarca Mena. Megas partecipò al secondo concilio di Costantinopoli nel 553. Damiano assistette al secondo concilio di Nicea nel 787. Teodoro partecipò al concilio dell'869 che condannò il patriarca Fozio di Costantinopoli.
Dal 1933 Mero è annoverata tra le sedi vescovili titolari della Chiesa cattolica; il titolo finora non è mai stato assegnato.

## Cronotassi dei vescovi greci
- Teodoro † (menzionato nel 536)
- Megas † (menzionato nel 553)
- Damiano † (menzionato nel 787)
- Teodoro † (menzionato nell'869)